# تومي غرين (لاعب كرة قدم)
تومي غرين (بالإنجليزية: Tommy Green)‏ هو لاعب كرة قدم بريطاني (وحمل سابقاً جنسية المملكة المتحدة لبريطانيا العظمى وأيرلندا) في مركز مهاجم داخلي، ولد في 14 يوليو 1873 في المملكة المتحدة، وتوفي في 4 أكتوبر 1921 في ورسستر في المملكة المتحدة. لعب مع برمنغهام سيتي ووست بروميتش ألبيون.